# North Decatur
North Decatur és una concentració de població designada pel cens dels Estats Units a l'estat de Geòrgia. Segons el cens del 2000 tenia 15.270 habitants.

## Demografia
Segons el cens del 2000, North Decatur tenia 15.270 habitants, 7.974 habitatges, i 3.333 famílies. La densitat de població era de 1.179,2 habitants/km².
Dels 7.974 habitatges en un 14,2% hi vivien nens de menys de 18 anys, en un 33,5% hi vivien parelles casades, en un 6,3% dones solteres, i en un 58,2% no eren unitats familiars. En el 45,5% dels habitatges hi vivien persones soles el 17,3% de les quals corresponia a persones de 65 anys o més que vivien soles. El nombre mitjà de persones vivint en cada habitatge era d'1,85 i el nombre mitjà de persones que vivien en cada família era de 2,61.
Per edats la població es repartia de la següent manera: un 12,6% tenia menys de 18 anys, un 8,4% entre 18 i 24, un 36,2% entre 25 i 44, un 20,6% de 45 a 60 i un 22,2% 65 anys o més.
L'edat mediana era de 40 anys. Per cada 100 dones de 18 o més anys hi havia 74,4 homes.
La renda mediana per habitatge era de 50.047 $ i la renda mediana per família de 66.073 $. Els homes tenien una renda mediana de 46.753 $ mentre que les dones 38.955 $. La renda per capita de la població era de 33.739 $. Entorn del 3,6% de les famílies i el 8,2% de la població estaven per davall del llindar de pobresa.

## Poblacions més properes
El següent diagrama mostra les poblacions més properes.